# Armigatus
Az Armigatus a sugarasúszójú halak (Actinopterygii) osztályába és a Clupeomorpha öregrendjébe tartozó fosszilis nem.

## Előfordulásuk
Ez a fosszilis csontoshal-nem a késő kréta kor idején, azaz a cenomani és turoni korszakok határán élt, mindegy 95-90 millió évvel ezelőtt. Maradványaikat a Közel-Keleten és Észak-Afrikában találták meg.

## Rendszerezés
A nembe az alábbi 4 faj tartozik:
- Armigatus alticorpus
- Armigatus brevissimus
- Armigatus namourensis
- Armigatus oligodentatus Vernygora & Murray, 2015